# Concert per a clavecí en sol menor (Bach)
El Concert per a clavecí en sol menor, BWV 1058, és una obra de Johann Sebastian Bach que aparegué en un manuscrit autògraf, actualment a la Deutsche Staatsbibliothek de Berlín, i estan datats cap al 1738. Acompanyava els manuscrits dels concerts per a clavecí des del BWV 1052 al 1059.

## Estructura i anàlisi
L'estructura de 3 moviments és la següent:
1. Allegro
2. Andante
3. Allegro assai

La instrumentació és: clavecí solista, violí I/II, viola, i baix continu (violoncel, violone). La durada aproximada és d'uns 14 minuts.
Probablement, aquest és el primer intent de Bach per escriure un concert per a clavecí complet. Aquesta és una transcripció del Concert per a violí en la menor, BWV 1041. Sembla que Bach no va quedar satisfet amb el resultat; la raó més probable és que va modificar molt poc les parts del ripieno, així que el clavecí va quedar massa tapat per l'orquestra i, per tant, poc eficaç per a destacar aquest instrument en solitari.
Bach no va continuar la sèrie que havia marcat amb un 'JJ' al començament d'aquesta obra. La va abandonar després d'iniciar el següent concert per a clavecí, que existeix en forma d'un fragment de nou compassos (BWV 1059); aquest concert havia de basar-se en un concert per a oboè. Alguns estudiosos actuals, adonant-se que el material coincideix amb la Cantata BWV 35, han construït una proposta de concert per a clavecí o de concert per a oboè.